# المؤامرة (فلم)
المؤامرة (بالكورية: 설계자 | Seolgyeja) هو فيلم جنائي إثارة كوري جنوبي لعام 2024 من إخراج «لي يو سوب»، وبطولة جانغ «دونغ وون». يستند الفيلم إلى فيلم هونغ كونغ، Accident (2009)، حيث يحكي قصة «يونغ-إيل»، مصمم يخطط لجريمة قتل مأجورة كموت عرضي مثالي، ويُتورط في حادث غير متوقع. تم إصدار الفيلم في 29 مايو 2024.

## الملخص
«يونغ-إيل» (جانغ دونغ وون) هو مصمم يتلاعب بجرائم القتل المأجورة لتظهر كوفيات عرضية. لا أحد يعلم أن الوفيات التي تم ترتيبها كحوادث عرضية من خلال تصميمه في الحقيقة جرائم قتل مدروسة بشكل جيد. يأتي طلب جديد إلى «يونغ-إيل»، الذي تعامل مع الهدف الأخير بكمال دون أي دليل. الهدف هذه المرة هو شخصية مؤثرة تجذب اهتمام الإعلام والعالم بأسره. إنها مهمة خطيرة حيث يمكن أن يؤدي أدنى فجوة إلى اكتشاف هويته، لكن «يونغ-إيل» يقرر تحملها مع فريقه «جاكي» (لي مي سوك)، «وول-تشيون» (لي هيون ووك)، و«جيوم-مان» (تانغ جون سانغ).

## طاقم العمل
- كانغ دونغ وون في دور يونغ-إيل، مصمم يقوم بتزييف جرائم القتل التعاقدية كوفيات حوادث صدفية.[2][3]
- لي مو-سانغ في دور لي تشي-هيون، المدير العام لشركة بانوول للتأمين المسؤول عن معالجة الحوادث.
- لي مي-سوك في دور جاكي، مساعد يونغ-إيل ومحترف ذو خبرة.
- كيم هونج-با في دور جو سونغ-جيك، مرشح للنائب العام وهدف يونغ-إيل.
- كيم شين-روك في دور يانغ كيونغ-جين، محقق في قسم التحقيق في الحوادث في مركز شرطة سول المركزي.
- لي هيون-ووك في دور وول-شيون، مساعد يونغ-إيل وماكر التنكر.
- لي دونغ-هوي في دور هاوزر، مخرب سيبرني يخلق المشاكل.
- جونغ يون تشاي في دور جو يونغ-سون، محامية وعميلة يونغ-إيل.
- تانغ جون-سانغ في دور جيوم-مان، مساعد يونغ-إيل وأصغر الأعضاء خجولًا.

## الظهور الخاص
- Lee Jong-suk بدور زميل تعاون مع يونغ-إيل للتعامل مع حالة قتل متعاقدة.[4][5][6]

## الإنتاج

### الخلفية
كان العنوان السابق للفيلم "Accident"، مأخوذًا من العمل الأصلي "Accident (2009)". تم عرضه بجانب "The Hidden Face"، ""Handsome Guys، و "The Land of Happiness" في جناح Contents Panda في سوق المحتويات والأفلام الآسيوية لعام 2023.
يشهد الفيلم لقاء جانغ دونغ وون ولي دونغ هوي بعد أن شاركا في أفلام "Broker" و "Dr. Cheon and Lost Talisman" معًا. وهذه هي أيضًا الثالثة التي يشارك فيها جانغ في تكيفات الأفلام، بعد "Golden Slumber" و "Illang: The Wolf Brigade".

### التصوير
بدأ التصوير الأساسي في نوفمبر 2021 وانتهى في فبراير 2022.

## الاستقبال

### شباك التذاكر
حتى عام 2024 مايو 27، حقق فيلم "Following" إجمالي 1.0 مليون دولار أمريكي مع بيع 171,117 تذكرة.

## روابط خارجية
- المؤامرة  في قاعدة بيانات الأفلام على الإنترنت (بالإنجليزية)
- المؤامرة على هانسينما